# Ruder-Weltmeisterschaften 2018

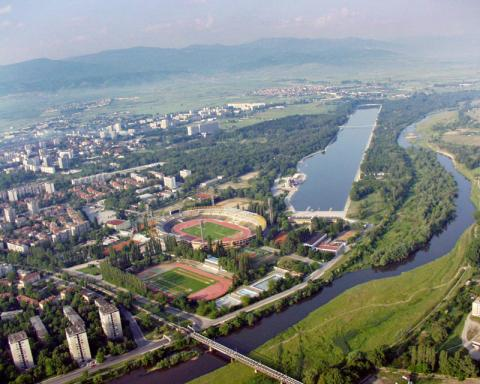
Luftbild des Ruderkanals Plowdiw

Die Ruder-Weltmeisterschaften 2018 fanden vom 9. bis 16. September 2018 am Ruderkanal Plowdiw in Bulgarien statt.
Bei den Meisterschaften wurden 29 Wettbewerbe ausgetragen, davon jeweils zehn für Männer und Frauen sowie neun für Pararuderer beider Geschlechter. Im Vergleich zu den Weltmeisterschafts-Austragungen der Vorjahre wurde das Programm stärker überarbeitet, so dass erstmals für Männer und Frauen gleich viele Wettbewerbe ausgetragen wurden. Die Änderungen sind im Zuge der Umstrukturierungen der olympischen Ruderwettbewerbe ab 2020 vorgenommen worden.
Teilnahmeberechtigt war eine Mannschaft je Wettbewerbsklasse aus allen Mitgliedsverbänden des Weltruderverbandes. Eine Qualifikationsregatta existierte nicht.

## Ergebnisse
Hier sind die Medaillengewinner aus den A-Finals aufgelistet. Diese waren mit sechs Booten besetzt, die sich über Vor- und Hoffnungsläufe sowie Viertel- und Halbfinals für das Finale qualifizieren mussten. Die Streckenlänge betrug in allen Läufen 2000 Meter.

### Männer
| Bootsklasse                                  | Gold | Gold    | Silber | Silber  | Bronze | Bronze  |
| -------------------------------------------- | --- | ------- | --- | ------- | --- | ------- |
| Einer (M1x)                                  | Norwegen Kjetil Borch | 6:38,31 | Tschechien Ondřej Synek | 6:39,92 | Litauen Mindaugas Griškonis | 6:42,90 |
| Leichtgewichts-Einer (LM1x)                  | Deutschland Jason Osborne | 6:56,36 | Schweiz Michael Schmid | 6:58,34 | Vereinigte Staaten Andrew Campbell | 7:00,04 |
| Doppelzweier (M2x)                           | Frankreich Hugo Boucheron Matthieu Androdias | 6:05,16 | Schweiz Barnabé Delarze Roman Röösli | 6:06,49 | Neuseeland John Storey Christopher Harris | 6:06,71 |
| Leichtgewichts-Doppelzweier (LM2x)           | Irland Gary O’Donovan Paul O’Donovan | 6:06,81 | Italien Stefano Oppo Pietro Ruta | 6:08,31 | Belgien Tim Brys Niels Van Zandweghe | 6:11,25 |
| Doppelvierer (M4x)                           | Italien Filippo Mondelli Andrea Panizza Luca Rambaldi Giacomo Gentili                                                                                              | 5:35,31 | Australien Caleb Antill Campbell Watts Alexander Purnell David Watts                                                                              | 5:36,51 | Ukraine Dmytro Michai Serhij Hryn Oleksandr Nadtoka Iwan Dowhodko                                                                                                   | 5:37,28 |
| Leichtgewichts-Doppelvierer (LM4x)           | Deutschland Joachim Agne Max Röger Florian Roller Moritz Moos | 5:51,21 | Italien Catello Amarante Paolo Di Girolamo Andrea Micheletti Matteo Mulas                                                                         | 5:52,85 | Türkei Mert Kaan Kartal Bayram Sönmez Fatih Ünsal Enes Kuşku | 5:53,95 |
| Zweier ohne Steuermann (M2-)                 | Kroatien Martin Sinković Valent Sinković | 6:14,96 | Rumänien Marius-Vasile Cozmiuc Ciprian Tudosă | 6:16,90 | Frankreich Valentin Onfroy Théophile Onfroy | 6:17,51 |
| Leichtgewichts-Zweier ohne Steuermann (LM2-) | Italien Giuseppe Di Mare Alfonso Scalzone | 6:38,55 | Griechenland Antonios Papakonstantinou Ioannis Marokos                                                                                            | 6:41,48 | Vereinigte Staaten David Smith Thomas Foster | 6:56,99 |
| Vierer ohne Steuermann (M4-)                 | Australien Joshua Hicks Spencer Turrin Jack Hargreaves Alexander Hill                                                                                              | 5:44,74 | Italien Matteo Castaldo Bruno Rosetti Matteo Lodo Marco Di Costanzo                                                                               | 5:44,99 | Vereinigtes Königreich Thomas Ford Jacob Dawson Adam Neill James Johnston                                                                                           | 5:46,46 |
| Achter (M8+)                                 | Deutschland Johannes Weißenfeld Felix Wimberger Maximilian Planer Torben Johannesen Jakob Schneider Malte Jakschik Richard Schmidt Hannes Ocik Martin Sauer (Stm.) | 5:24,31 | Australien Liam Donald Robert Black Angus Moore Simon Keenan Nicholas Purnell Timothy Masters Joshua Booth Angus Widdicombe Kendall Brodie (Stm.) | 5:26,11 | Vereinigtes Königreich James Rudkin Alan Sinclair Tom Ransley Thomas George Mohamed Sbihi Oliver Wynne-Griffith Matthew Tarrant William Satch Henry Fieldman (Stm.) | 5:26,14 |

### Frauen
| Bootsklasse                                  | Gold | Gold    | Silber | Silber  | Bronze | Bronze                  |
| -------------------------------------------- | --- | ------- | --- | ------- | --- | ----------------------- |
| Einer (W1x)                                  | Irland Sanita Pušpure | 7:20,12 | Schweiz Jeannine Gmelin | 7:25,93 | Österreich Magdalena Lobnig | 7:29,51                 |
| Leichtgewichts-Einer (LW1x)                  | Frankreich Laura Tarantola | 7:51,79 | Italien Clara Guerra | 7:51,96 | Vereinigtes Königreich Imogen Grant | 7:52,61                 |
| Doppelzweier (W2x)                           | Litauen Milda Valčiukaitė Ieva Adomavičiūtė | 6:44,15 | Neuseeland Brooke Donoghue Olivia Loe | 6:46,28 | Vereinigte Staaten Meghan O’Leary Ellen Tomek | 6:47,75                 |
| Leichtgewichts-Doppelzweier (LW2x)           | Rumänien Ionela-Livia Cozmiuc Gianina-Elena Beleagă | 6:50,71 | Vereinigte Staaten Emily Schmieg Mary Jones | 6:52,30 | Niederlande Marieke Keijser Ilse Paulis | 6:52,56                 |
| Doppelvierer (W4x)                           | Polen Agnieszka Kobus-Zawojska Marta Wieliczko Maria Springwald Katarzyna Zillmann                                                                      | 6:08,96 | Deutschland Marie-Cathérine Arnold Carlotta Nwajide Franziska Kampmann Frieda Hämmerling                                                              | 6:11,42 | Niederlande Olivia van Rooijen Karolien Florijn Sophie Souwer Nicole Beukers                                                                      | 6:11,79                 |
| Leichtgewichts-Doppelvierer (LW4x)           | Volksrepublik China Wu Qiang Liang Guoru Chen Fang Pan Dandan                                                                                           | 6:28,32 | Dänemark Trine Toft Andersen Aja Runge Holmegaard Juliane Rasmussen Mathilde Persson                                                                  | 6:33,33 | Deutschland Ronja Fini Sturm Caroline Meyer Ladina Meier Anja Noske                                                                               | 6:34,25                 |
| Zweier ohne Steuerfrau (W2-)                 | Kanada Caileigh Filmer Hillary Janssens | 6:50,67 | Neuseeland Grace Prendergast Kerri Gowler | 6:52,96 | Spanien Anna Boada Peiro Aina Cid | 7:04,60                 |
| Leichtgewichts-Zweier ohne Steuerfrau (LW2-) | Italien Serena Lo Bue Giorgia Lo Bue | 7:30,84 | Vereinigte Staaten Jennifer Sager Jillian Zieff | 7:45,50 | nur zwei Boote am Start | nur zwei Boote am Start |
| Vierer ohne Steuerfrau (W4-)                 | Vereinigte Staaten Madeleine Wanamaker Erin Boxberger Molly Bruggeman Erin Reelick                                                                      | 6:25,57 | Australien Lucy Stephan Katrina Werry Sarah Hawe Molly Goodman                                                                                        | 6:27,09 | Russland Jekaterina Sewostjanowa Anastassija Tichanowa Jekaterina Potapowa Jelena Orjabinskaja                                                    | 6:27,36                 |
| Achter (W8+)                                 | Vereinigte Staaten Kristine O’Brien Felice Mueller Victoria Opitz Gia Doonan Dana Moffat Tracy Eisser Emily Regan Olivia Coffey Katelin Guregian (Stf.) | 6:00,97 | Kanada Lisa Roman Stephanie Grauer Madison Mailey Susanne Grainger Christine Roper Sydney Payne Jennifer Martins Rebecca Zimmerman Kristen Kit (Stf.) | 6:03,05 | Australien Leah Saunders Georgina Gotch Rosemary Popa Georgina Rowe Annabelle McIntyre Ciona Wilson Jacinta Edmunds Emma Fessey James Rook (Stm.) | 6:03,86                 |

### Para-Rudern
| Bootsklasse                                 | Gold | Gold     | Silber                                                                                                  | Silber                | Bronze                                                                                         | Bronze                |
| ------------------------------------------- | --- | -------- | --- | --------------------- | ---------------------------------------------------------------------------------------------- | --------------------- |
| PR1-Einer (PR1 M1x)                         | Australien Erik Horrie                                                                                    | 9:16,90  | Ukraine Roman Poljanskyj                                                                                | 9:17,36               | Russland Alexei Tschuwaschew                                                                   | 9:35,33               |
| PR1-Einer (PR1 W1x)                         | Norwegen Birgit Skarstein                                                                                 | 10:13,63 | Israel Moran Samuel                                                                                     | 11:02,06              | Vereinigte Staaten Hallie Smith                                                                | 11:17,56              |
| PR2-Einer (PR2 M1x)                         | Niederlande Corne de Koning                                                                               | 8:35,89  | Kanada Jeremy Hall                                                                                      | 8:42,46               | Italien Daniele Stefanoni                                                                      | 8:52,08               |
| PR2-Einer (PR2 W1x)                         | Frankreich Perle Bouge                                                                                    | 9:39,73  | Niederlande Annika van der Meer                                                                         | 9:45,52               | Polen Jolanta Majka                                                                            | 9:58,52               |
| PR2-Doppelzweier (PR2 Mix2x)                | Niederlande Annika van der Meer Corne de Koning                                                           | 8:07,92  | Polen Michal Gadowski Jolanta Majka                                                                     | 8:12,60               | Ukraine Svitlana Bohuslavska Iaroslav Koiuda                                                   | 8:20,61               |
| PR3-Zweier ohne Steuermann (PR3 M2-)        | Kanada Kyle Fredrickson Andrew Todd                                                                       | 7:12,82  | Australien James Talbot Jed Altschwager                                                                 | 7:23,96               | Frankreich Jérôme Pailler Laurent Viala                                                        | 7:29,08               |
| PR3-Zweier ohne Steuerfrau (PR3 W2-)        | Vereinigte Staaten Danielle Hansen Jaclyn Smith                                                           | 7:39,30  | nur ein Boot am Start                                                                                   | nur ein Boot am Start | nur ein Boot am Start                                                                          | nur ein Boot am Start |
| PR3-Doppelzweier (PR3 Mix2x)                | Brasilien Diana Barcelos de Oliveira Jairo Klug                                                           | 7:30,82  | Österreich Johanna Beyer David Erkinger                                                                 | 7:42,68               | Russland Jewgeni Borissow Walentina Schagot                                                    | 7:49,93               |
| PR3-Vierer mit Steuerfrau/-mann (PR3 Mix4+) | Vereinigtes Königreich Ellen Buttrick Grace Clough Oliver Stanhope Daniel Brown Erin Wysocki-Jones (Stf.) | 7:00,36  | Vereinigte Staaten Alexandra Reilly Michael Varro Charley Nordin Danielle Hansen Jennifer Sichel (Stf.) | 7:02,13               | Frankreich Élodie Lorandi Guylaine Marchand Rémy Taranto Antoine Jesel Robin le Barreau (Stm.) | 7:04,93               |

## Medaillenspiegel
| Platz | Land                   | Gold | Silber | Bronze | Gesamt |
| ----- | ---------------------- | ---- | ------ | ------ | ------ |
| 1     | Italien                | 3    | 4      | 1      | 8      |
| 2     | Vereinigte Staaten     | 3    | 3      | 4      | 10     |
| 3     | Deutschland            | 3    | 1      | 1      | 5      |
| 4     | Frankreich             | 3    |        | 3      | 6      |
| 5     | Australien             | 2    | 4      | 1      | 7      |
| 6     | Kanada                 | 2    | 2      |        | 4      |
| 7     | Niederlande            | 2    | 1      | 2      | 5      |
| 8     | Norwegen               | 2    |        |        | 2      |
| 8     | Irland                 | 2    |        |        | 2      |
| 10    | Polen                  | 1    | 1      | 1      | 3      |
| 11    | Rumänien               | 1    | 1      |        | 2      |
| 12    | Vereinigtes Königreich | 1    |        | 3      | 4      |
| 13    | Litauen                | 1    |        | 1      | 2      |
| 14    | Brasilien              | 1    |        |        | 1      |
| 14    | Volksrepublik China    | 1    |        |        | 1      |
| 14    | Kroatien               | 1    |        |        | 1      |
| 17    | Schweiz                |      | 3      |        | 3      |
| 18    | Neuseeland             |      | 2      | 1      | 3      |
| 19    | Ukraine                |      | 1      | 2      | 3      |
| 20    | Österreich             |      | 1      | 1      | 2      |
| 21    | Tschechien             |      | 1      |        | 1      |
| 21    | Dänemark               |      | 1      |        | 1      |
| 21    | Israel                 |      | 1      |        | 1      |
| 21    | Griechenland           |      | 1      |        | 1      |
| 25    | Russland               |      |        | 3      | 3      |
| 26    | Türkei                 |      |        | 1      | 1      |
| 26    | Belgien                |      |        | 1      | 1      |
| 26    | Spanien                |      |        | 1      | 1      |
| Summe | Summe                  | 29   | 28     | 27     | 84     |